# Výstava znovuzískaných území

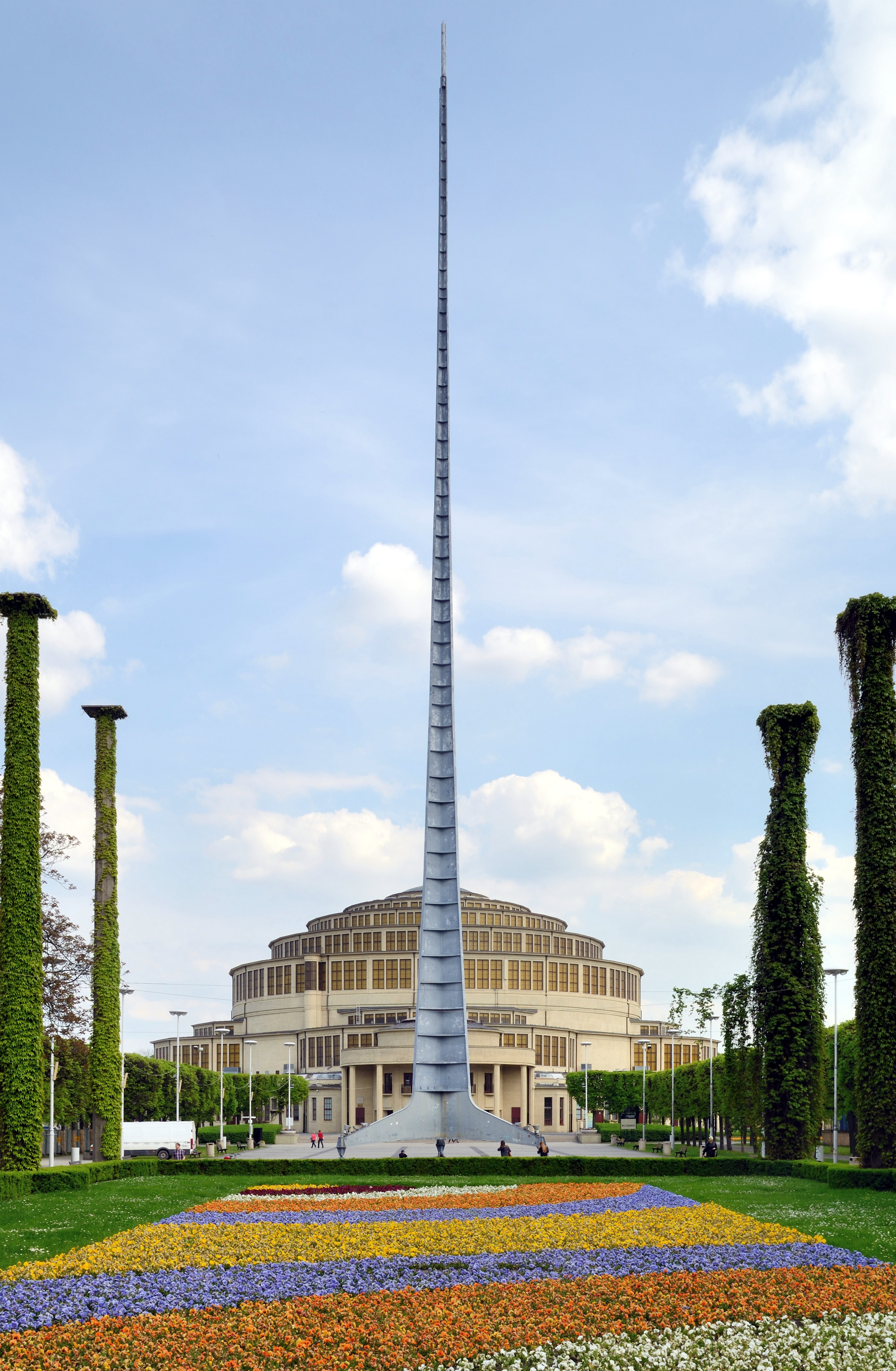
Iglica před Halou století

Výstava znovuzískaných zemí (polsky Wystawa Ziem Odzyskanych) byla polská propagandistická výstava oslavující „navrácení znovuzískaných území Polsku“ po konci druhé světové války. Termín ziemie odzyskane udává německé země východně od linie Odra–Nisa, které byly obsazeny Sovětským svazem a předány Polsku. Výstava byla otevřena 21. července 1948 polským prezidentem Bolesławem Bierutem ve Vratislavi a byla přístupná veřejnosti po sto dnů. Navštívilo ji na 2 miliony lidí. Kvůli výstavě byl též před Halou století postaven 96 metrů vysoký monument Iglica (jehlice).